# Oberwesel
Oberwesel este un oraș în districtul  Rhein-Hunsrück , landul Rheinland-Pfalz, Germania.
1. ↑   https://oberwesel.de/stadt/stadtverwaltung/, accesat în 18 martie 2025 Lipsește sau este vid: |title= (ajutor)
2. ↑  Alle politisch selbständigen Gemeinden mit ausgewählten Merkmalen am 31.12.2018 (4. Quartal) (în germană), Statistisches Bundesamt[*], arhivat din original la 10 martie 2019, accesat în 10 martie 2019